# Kakalná
Kakalná es una localidad del municipio de Tzucacab en Yucatán, México.

## Toponimia
El nombre (Kakalná) proviene del idioma maya y significa casa pública, mesón, casa real.

## Localización
La población de Kakalná se encuentra al sur de Tzucacab.

## Datos históricos
- En 1930 pasa del municipio de Tekax al de Tzucacab.

## Importancia histórica
Tuvo su esplendor durante la época del auge henequenero y emitió fichas de hacienda las cuales por su diseño son de interés para los numismáticos. Dichas fichas acreditan la hacienda como propiedad de unos hermanos de apellido Duarte en 1889.

## Demografía
Según el censo de 2005 realizado por el INEGI, la población de la localidad era de 0 habitantes.
| 282                         | 189 | 123 | 188 | 196 | 320 | 96 | 65 | 70 | 0 | 0 | 0 | 0 |
| (Fuente: INEGI [Consultar]) |     |     |     |     |     |    |    |    |   |   |   |   |